# Porta Praetoriana

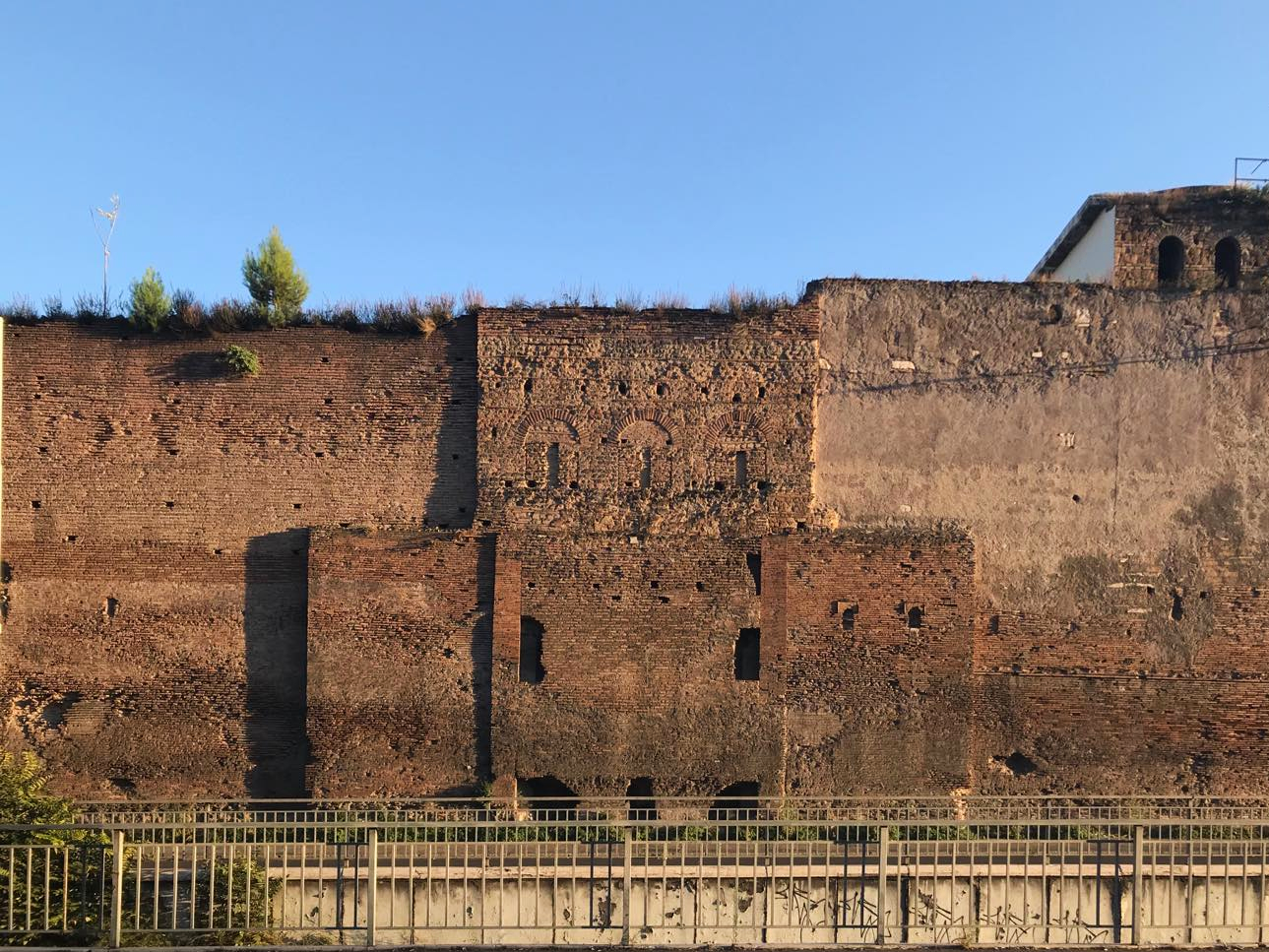
Porta Praetoriana

De Porta Praetoriana was een toegangspoort in de muur van de Castra Praetoria, in de oudheid het legerkamp van de pretoriaanse garde in Rome.

## De poort
De castra had vier toegangspoorten en de Porta Praetoriana was de noordelijke poort van het kamp. De muren van de Castra Praetoria werden tussen 271 en 275 opgenomen in de nieuwe stadsmuur van Aurelianus. Aan het begin van de 4e eeuw ontbond keizer Constantijn de pretoriaanse garde en werd de castra afgebroken. De oostelijke en noordelijke kampmuren waren deel van de stadsmuur en bleven behouden. De Porta Praetoriana werd om veiligheidsredenen gesloten en dichtgemetseld.
De poort is tegenwoordig nog duidelijk te herkennen in het metselwerk van de muur. Naast de poort stonden twee torens en boven de doorgang zijn nog drie dichtgemetselde ramen en kantelen zichtbaar.

## De vier poorten van de Castra Praetoria
- Porta Praetoriana – De noordelijke poort
- Porta Principalis Dextera – De oostelijke poort
- Porta Decumana – De zuidelijke poort
- Porta Principalis Sinistra – De westelijke poort

(De exacte namen bij de juiste poort worden betwist, de antieke bronnen spreken elkaar tegen)

## Referentie
- art. Castra Praetoria, in S. Ball Platner - ed. rev. T. Ashby, A Topographical Dictionary of Ancient Rome, Londen, 1929. (Artikel in dit oudere standaardwerk over de Castra Praetoria.)